# ثورة الأرض
ثورة الأرض  رواية للكاتب البرتغالي جوزيه ساراماغو، الحاصل على جائزة نوبل في الأدب، صدرت سنة 1980 عن دار النشر "إديتوريال كامينو". تُعد من أبرز أعمال ساراماغو، إذ تشكّل نقطة تحول في مسيرته الأدبية، وتُعتبر من الروايات الأساسية في الأدب البرتغالي المعاصر.
حازت الرواية على جائزة "مدينة لشبونة" في سنة صدورها، كما نالت "جائزة إنيو فلانيانو الدولية" سنة 1992. بلغت الرواية طبعتها الثامنة سنة 1988.
تدور أحداث الرواية في منطقة الألينتيخو التي تتميز بوجود مزارع كبيرة تهيمن على الأرض، وتغطي فترة زمنية تمتد من أواخر القرن التاسع عشر وحتى الفترة التي تلت ثورة 25 أبريل 1974. أثناء كتابة الرواية، عاش ساراماغو في قرية لافري الواقعة ضمن بلدية مونتيمور-أو-نوفو، حيث استلهم العديد من تفاصيل الرواية من واقع هذه المنطقة.

## الملخص
في هذه الرواية، يصوّر ساراماغو نضال شعب في مواجهة قوى القمع المتمثلة في كبار ملاك الأراضي، وقوات النظام، والكنيسة. إنه نضال عنيد مليء بالتضحيات، يجري وسط مشهد من البؤس الريفي. وتُعد الرواية بمثابة صورة دقيقة لحركة المقاومة ضد الفاشية في منطقة الألينتيخو، حيث يكشف ساراماغو من خلالها بوضوح عن توجهاته السياسية: تب ساراماغو عن هذه الرواية: "كان حلمي أن أتمكن، عند الانتهاء من الكتاب، من القول: هذا هو الألينتيجو."

أضاف في مناسبة أخرى (نشرت في صحيفة أو-تيمبو في نوفمبر 1981):
"أعتقد أن كل شيء ينهض من الأرض، حتى نحن نقوم من الأرض. وبما أن هذا الكتاب هو كما هو – كتاب عن منطقة الألينتيجو – وقد أردت أن أروي حال جزء من شعبنا على مدى فترة زمنية ممتدة نسبيًا، فقد رأيت أن الجهد الذي تبذله تلك الفئة من الناس، التي حاولت أن أتكلم عن حياتها، يتمثل في جوهره في محاولة للنهوض. بمعنى: كل أشكال القهر الاقتصادي والاجتماعي التي وسمت حياة الألينتيجو، والعلاقة بين نظام الملكيات الكبرى ومن يعملون لديه، كانت – على الأقل من وجهة نظري – علاقة قمعية. والقمع بطبيعته ساحق، يسعى إلى إنزال الإنسان وتحطيمه. أما الحركة التي تقاوم هذا فهي حركة نهوض: نهوض لرفع ذلك الحمل الذي يسحقنا، الذي يهيمن علينا. لذا، سُمي الكتاب مرفوع عن الأرض لأن الناس، في جوهر الأمر، ينهضون من الأرض، وتنهض الحقول، فمن الأرض نزرع، ومن الأرض تنبت الأشجار، وحتى من الأرض يمكن أن ينهض كتاب." 

## الشخصيات
- جواو ماو-تينبو: سُجن في أحد المعتقلات بلشبونة، تحديدًا في شارع أوغوستو روزا رقم 42.
- الأب أغاميديس: كان يقيم قداسات موجَّهة خصيصًا للعمال.

1. ↑  "The Nobel Prize in Literature 1998". NobelPrize.org (بالإنجليزية الأمريكية). Archived from the original on 2025-06-15. Retrieved 2025-07-05.
2. ↑  سباطة، عبد المجيد. "أن يقودك العمى إلى جائزة نوبل!". الجزيرة نت. مؤرشف من الأصل في 2020-05-29. اطلع عليه بتاريخ 2025-07-05.
3. ↑  الحميد, سيد عبد (3 Dec 2020). "رواية «ثورة الأرض»: حينما حلّق ساراماغو بقلمه فوق أرض الوسية". إضاءات (بar-AR). Archived from the original on 2025-01-24. Retrieved 2025-07-02.{{استشهاد بخبر}}:  صيانة الاستشهاد: لغة غير مدعومة (link)
4. ↑  Citação sobre a obra نسخة محفوظة 2023-09-29 على موقع واي باك مشين.